# Мокра (Опольське воєводство)
Мокра (пол. Mokra, нім. Mokrau) — село в Польщі, у гміні Біла Прудницького повіту Опольського воєводства.
Населення — 163 особи (2011).

## Демографія
Демографічна структура станом на 31 березня 2011 року:
|          | Загалом | Допрацездатний вік | Працездатний вік | Постпрацездатний вік |
| -------- | ------- | ------------------ | ---------------- | -------------------- |
| Чоловіки | 77      | 15                 | 50               | 12                   |
| Жінки    | 86      | 19                 | 50               | 17                   |
| Разом    | 163     | 34                 | 100              | 29                   |